# Southbourne, Dorset
Southbourne är en stadsdel i Bournemouth, i distriktet Bournemouth, Christchurch and Poole, i grevskapet Dorset, i England. Southbourne var en civil parish 1894–1902 när blev den en del av Bournemouth. Civil parish hade 799 invånare år 1901.